# 알레포 전투 (2012년~2016년)
알레포 전투(아랍어: معركة حلب)는 시리아 내전의 최전선인 시리아 최대 도시 알레포에서 2012년 7월 19일부터 2016년 12월 22일까지 벌어진 친시리아 연합군과 시리아 반군 간의 전투이다.
시리아 반군에는 자유 시리아군, 정복군, 안사르 알 샤리아 등의 세력이 가담하였고, 이를 진압하려는 바샤르 알아사드의 시리아 정부군과 러시아와 이란의 지원군이 연합하여 반군과 교전을 벌였다. 그 외에도 쿠르드 반군, 이슬람 국가(ISIL), 여타 주변 아랍 국가 등이 각 교전세력과 복잡하게 얽혀있는 구도가 전개되었다.
알레포 전투는 "시리아의 스탈린그라드 전투"라고 불릴 정도로 오랜 기간 격렬한 전투가 이어져, 도시가 심각한 파괴에 직면하여 엄청난 수의 사상자가 발생했다.

## 러시아의 개입
2015년 9월부터 러시아가 시리아 내전에 개입하면서 전황은 시리아 정부군 쪽으로 급격히 기울었다. 러시아 공군이 전폭기를 1만 8800번 출격시켜 반군 3만 5000명을 제거하고 훈련 캠프 725곳과 무기 공장 405곳을 파괴하는 등 알레포의 시리아 반군에 대한 막대한 공습을 가하였다. 공습으로 인해 수많은 민간인 희생자도 발생해 국제사회의 우려의 목소리도 나왔다. 이에 대응해 반군 역시 정부군에 화학무기 공격을 가하였다.

## 연합군의 승리
패색이 짙어지자 시리아 반군은 2016년 12월 13일 휴전 협정을 통해 알레포에서 철수를 결정하였고, 22일 알레포 전 지역의 통제력을 확보하여 알레포를 완전 탈환한 시리아와 러시아 정부는 4년 반만에 알레포 전투의 승리를 공식 선언하였다.

## 같이 보기
- 다마스쿠스 전투 (2012년)
- 코바니 포위